# Drakön
Drakön är en ö i Bottenhavet ungefär 30 kilometer sydöst om Hudiksvall i Hälsingland. 
Ön ingår i en liten arkipelag med Innerstön, Kråkön, Drakön och Agön längst österut. Öarna ligger på rad i det sydöstra inloppet till Hudiksvall. Klippor, hällmarker och klappersten dominerar ön. Huvuddelen av Drakön är bevuxen med barrskog.
Drakön blev naturreservat 1990, Drakön-Tihällarnas naturreservat. År 2004 blev området sammanlagt med Agön-Kråköns naturreservat.
Drakön har haft två hamnar, Sankt Olofs hamn och Gammelhamnen. Sankt Olofs hamn är från 1300-talet och därmed den äldsta kända hamnen i Hudiksvall. Emellertid har landhöjningen gjort att båda hamnarna sedan länge är alltför grunda och övergivna. Det finns inte heller längre någon bebyggelse kvar på ön. Det var mer än 200 år sedan någon bodde där. Drakön har däremot en historia som både kyrkoplats, pilgrimsled och fiskeläge. På Drakön finns en begravningsplats och resterna av ett litet kapell, cirka 4,5 meter långt och 4 meter brett. Det enda som finna kvar av kapellet är resterna av grunden. Under 1970-talet utfördes en arkeologisk undersökning av Draköns fiskeläge Sankt Olofs hamn och man fann både rester efter fiskarnas vardagsliv men även några finare bronser, stengods och mynt. Föremålen har daterats från 12-1300-talen.